# Цинфэн
Цинфэ́н (кит. упр. 清丰, пиньинь Qīngfēng) — уезд городского округа Пуян провинции Хэнань (КНР). Уезд назван в честь мудреца Чжан Цинфэна, жившего в этих местах в средние века.

## История
При основании империи Хань в 206 году до н. э. в этих местах были созданы уезды Дуньцю (顿丘县) и Паньгуань (畔观县). В 124 году до н. э. был создан уезд Иньань (阴安县). Во времена диктатуры Ван Мана уезд Паньгуань был переименован в Гуаньчжи (观治县). Император Гуанъу-ди дал потомку чжоуской династии Цзи Чану титул «Вэй-гун» (卫公) и даровал ему земли бывшего Гуаньчжи в качестве удельного владения, а уезд Дуньцю переименовал в Шуньцю (顺丘县). При империи Восточная Хань уезду Шуньцю было возвращено название Дуньцю.
При империи Северная Вэй удельное владение Вэй было преобразовано в уезд Вэйго (卫国县). В 422 году уезд Иньань был присоединён к уезду Вэйго. В 445 году уезд Фаньян (繁阳县) был присоединён к уезду Дуньцю. В 495 году уезд Иньань был воссоздан. В начале VI века в столичной области был создан уезд, носивший точно такое же название «Дуньцю», но тридцать лет спустя он был расформирован. При империи Северная Ци уезд Иньань был присоединён к уезду Дуньцю, а вскоре был расформирован и уезд Дуньцю.
При империи Суй в 586 году уезд Дуньцю был создан вновь, а уезд Вэйго был переименован в Гуаньчэн (观城县). При империи Тан в 643 году уезд Гуаньчэн был присоединён к уезду Чанлэ (昌乐县). В 772 году на стыке уездов Дуньцю и Чанлэ был образован уезд Цинфэн.
При империи Сун в 1049 году уезд Гуаньчэн был разделён между уездами Цинфэн и Пуян, но в 1052 году был создан вновь. В 1073 году уезд Дуньцю был присоединён к уезду Цинфэн.
После победы в гражданской войне коммунистами была в августе 1949 года создана провинция Пинъюань, а в её составе был образован Специальный район Пуян (濮阳专区), и уезд вошёл в его состав. 30 ноября 1952 года провинция Пинъюань была расформирована, и уезд вместе со специальным районом Пуян перешёл в состав провинции Хэнань. В 1954 году Специальный район Пуян был присоединён к Специальному району Аньян (安阳专区). В 1958 году Специальный район Аньян был присоединён к Специальному району Синьсян (新乡专区).
Постановлением Госсовета КНР от 19 декабря 1961 года был вновь образован Специальный район Аньян. В 1968 году Специальный район Аньян был переименован в Округ Аньян (安阳地区). В 1983 году округ Аньян был расформирован, и были созданы городские округа Аньян и Пуян; уезд вошёл в состав городского округа Пуян.

## Административное деление
Уезд делится на 5 посёлков и 12 волостей.